# Pteromycula clypeiformis
Pteromycula clypeiformis är en svampart som beskrevs av P.F. Cannon 1997. Pteromycula clypeiformis ingår i släktet Pteromycula, klassen Dothideomycetes, divisionen sporsäcksvampar och riket svampar.   Inga underarter finns listade i Catalogue of Life.